# Chelicerca wheeleri
Chelicerca wheeleri is een insectensoort uit de familie Anisembiidae, die tot de orde webspinners (Embioptera) behoort. De soort komt voor in Mexico (Morelos).
Chelicerca wheeleri is voor het eerst wetenschappelijk beschreven door Melander in 1902.